# E-cultuur
E-cultuur (elektronische cultuur) verwijst naar de relatie tussen informatie- en communicatietechnologie (ICT) en digitale media enerzijds en de productie en consumptie van kunst en cultuur anderzijds. Door de intrede van digitale media in de kunst en cultuursector ontstonden nieuwe kunstvormen en nieuwe mogelijkheden voor de productie, presentatie en archivering van kunst- en cultuurproducten. ICT verandert de wijze waarop we cultuur maken, verspreiden, bewaren en eraan deelnemen. Binnen Nederlands cultuurbeleid wordt vaak e-cultuur gebruikt waar vroeger nog naar nieuwe media of 'ICT en cultuur' werd gerefereerd.

## Historie
Het Nederlands Ministerie van Onderwijs, Cultuur en Wetenschap omschreef e-cultuur in de 'Beleidsbrief eCultuur' uit april 2002. Het begrip werd aangeduid als 'het artistieke gebruik van nieuwe media, alsmede de creatieve inbreng van kunstenaars en vormgevers bij de ontwikkeling van digitale toepassingen (software, interfaces en content); digitale ontsluiting van de kunstschatten, cultuurhistorische en andere informatie waarover musea de fundamenten van ons dagelijks leven en onze en archieven beschikken; de rol van de bibliotheken als toegangspoort tot en wegwijzer naar betrouwbare digitale informatie; de internetactiviteiten van de publieke omroep en digitalisering van het audiovisuele productieproces, mede met het oog op interactieve breedbandige toepassingen.' Voor de term e-cultuur werd geadapteerd, werd in de beleidsnota Pantser of ruggengraat 'gesproken over de rol van de nieuwe media, zoals de 'stormachtige ontwikkeling in de techniek van de informatievoorziening een van de belangrijkste veranderingen in de maatschappij.'
De oorsprong van de term gaat terug tot in 1996 als instellingen zoals V2_, Waag en STEIM het Virtueel Platform oprichten. Het eerste beleidsplan van het platform, 'From DADA to DATA', vermeldde het belang van de ontwikkeling van digitale media en cultuur in Nederland en manieren waarop dit uitgewerkt zou kunnen worden. In de publicatie 'E-culture: cultural policy for innovation' van Virtueel Platform duikt de term e-cultuur op in Nederlandse context: 'One of the key tasks of Virtual Platform is to advise the Ministry of Education, Culture and Science on its policy concerning new media and culture -what could be referred to as 'E-culture', or Electronic culture (as opposed to E-commerce).'. Michiel Schwarz schreef in juni 1999, op verzoek van toenmalig staatssecretaris voor Cultuur en Media, Rick van der Ploeg een beleidsessay over digitale media en cultuurbeleid met de titel 'Cultuur als confrontatie: 'Digitale Media in de technologische cultuur'. Hierin werden wel latere richtlijnen die ook in de 'Beleidsbrief eCultuur' uit 2002 werden gebruikt uiteengezet, maar de term e-cultuur werd hierin nog niet genoemd. Schwarz gebruikt wel digitale media en technologische cultuur.
In juni 2002 werd e-cultuur door het Sociaal en Cultureel Planbureau verder onderzocht in de publicatie 'E-cultuur: Een empirische verkenning.' In deze publicatie onderkennen de auteurs dat met de opmars van informatie- en communicatietechnologie (ICT), 'opvattingen, vaardigheden en gedragingen die een centrale rol spelen in het dagelijks leven', veranderen. In de studie worden de contouren geschetst van een geleidelijke culturele verandering, waarbij een transformatie van woord- of beeldcultuur naar een e-cultuur wordt onderzocht.
In juni 2003 publiceerde de Raad voor Cultuur het rapport 'eCultuur: van i naar e' waarin een advies werd gegeven aan het ministerie van OCW over de digitalisering van cultuur en de implicaties voor cultuurbeleid . E-cultuur wordt in het rapport als volgt omschreven: 'E-cultuur is niet 'iets met computers'. De culturele implicaties van digitalisering reiken veel verder dan het instrumenteel benutten van de technische mogelijkheden. E-cultuur gaat over een nieuwe, digitale dimensie, een tot voor kort ongedacht medium waar de bestaande cultuur zich toe moet verhouden en waarin nieuwe cultuur wordt gegenereerd.' In hetzelfde rapport wordt de geleidelijke implementatie van e-cultuur in beleidsnotities vermeld: 'Een paar jaar geleden heette het nog ‘ict en cultuur’ als er in beleidsnotities werd gesproken over digitalisering of nieuwe media in de kunst- en cultuursector. De adviesaanvraag van de Staatssecretaris van Cultuur uit 2002 gebruikt de term eCultuur. Dat is geen toeval. Het impliceert een behoefte aan een nieuw soort beleid.'
In de Vlaamse publicatie 'E-cultuur: Bouwstenen voor praktijk en beleid' uit 2007 wordt vermeld dat Nederland op het gebied van e-cultuur 'de interessante beweging maakte van een aantal aparte beleidsnotities naar een integrale visie op de invloed van digitalisering op cultuur.' Met deze integrale visie wordt het rapport 'eCultuur: van i naar e' bedoeld.
Op 22 juni 2007 verscheen de beleidsnota Kunst van Leven, waarin 'Innovatie en e-cultuur' een van de 5 speerpunten van het nieuwe beleid. In deze nota wordt Virtueel Platform, voorheen expertisecentrum voor e-cultuur, ook de taak toegekend van sectorinstituut op het terrein van 'kunst en nieuwe media'.

## Gebruik
Sinds de implementatie zijn verschillende schrijfwijzen voor de term e-cultuur gebruikt. Uiteindelijk is door het sectorinstituut voor e-cultuur, Virtueel Platform, gekozen om dezelfde schrijfwijze als 'e-mail' en andere 'e-' gerelateerde termen te hanteren, waardoor de correcte schrijfwijze nu e-cultuur is. Ook de Raad voor Cultuur gebruikte in de publicatie 'Basisinfrastructuur 1.0' uit 2008 de schrijfwijze 'e-cultuur' en niet langer eCultuur. Ook in Vlaanderen gebruikt men de schrijfwijze e-cultuur.